# 宋穆公
宋穆公（？—前720年），中國春秋時期宋國君主。子姓，名和。
据《春秋》记载，于鲁隐公三年（前720年）去世，在位9年。宋武公之子，宣公之弟。宋穆公传位给宋宣公之子與夷，而没有传给自己的儿子冯。被认为是遵循道义的典范。